# Bororó
Els bororó són un poble indígena del Brasil. Són recol·lectors de fruits.